# Amore: The Essential Romantic Collection
Amore: The Essential Romantic Collection es un compilado de Luciano Pavarotti publicado por Decca/Universal en 2001.
Consiste en dos CD: el primero incluye canciones románticas y tradicionales, como "Caruso", "Volare" y "'O Sole Mio", mientras que 
el segundo CD cuenta con canciones provenientes de obras de Música Clásica pertenecientes a Wolfgang Amadeus Mozart,                 Franz Schubert y Giacomo Puccini, entre otros.

## Canciones
CD 1:
1. "Caruso" (Lucio Dalla) - 5:19 (Grabado en 1988).
2. "Non Ti Scordar di Me" (Ernesto De Curtis) - 2:53 (Grabado en 1984).
3. "Torna a Surriento" (Ernesto De Curtis) - 4:21 (Grabado en 1979).
4. "Passione" (Antonio Valente/Ernesto Tagliaferri) - 3:42 (Grabado en 1985).
5. "Core 'ngrato" (Salvatore Cardillo) - 4.51 (Grabado en 1985).
6. "Rondine al Nido" (Vincenzo De Crescenzo) - 3:23 (Grabado en 1990).
7. "'O Paese d' 'o Sole" (Vincenzo D' Annibale) - 3:28 (Grabado en 1979).
8. "Mamma" (Cesare Andrea Bixio) - 3:31 (Grabado en 1984).
9. "Mattinata" (Ruggero Leoncavallo) - 1:56 (Grabado en 1983).
10. "Voce 'e Notte!" (Ernesto De Curtis) - 4:29 (Grabado en 1985).
11. "La Strada del Bosco" (Cesare Andrea Bixio) - 3:27 (Grabado en 1987).
12. "'A Vucchella" (Francesco Paolo Tosti) - 3:08 (Grabado en 1979).
13. "Serenata" (Pietro Mascagni) - 2.55 (Grabado en 1987).
14. "Ti Voglio Tanto Bene" (Ernesto De Curtis) (Grabado en 1987).
15. "Volare" (Doménico Modugno) - 3:10 (Grabado en 1987).
16. "Ave Maria, Dolce Maria" (Luciano Pavarotti) - 3:16 (Grabado en 1995).
17. "Chitarra Romana" (Eldo Di Lazzaro) - 3:15  (Grabado en 1984).
18. "Funiculí, Funiculá" (Luigi Denza) - 2:39 (Grabado en 1979).
19. "'O Sole Mio" (Eduardo Di Capua) - 3:20 (Grabado en 1979).
CD 2:
1. "Donna Non Vidi Mai" ("Manon Lescaut") (Giacomo Puccini) - 2:02 (Grabado en 1993).
2. "Che Gelida Manina" ("La Bohéme") (Giacomo Puccini) - 4:36 (Grabado en 1973).
3. "Una Furtiva Lagrima" ("L'Elisir D'Amore") (Gaetano Donizetti) - 4:46 (Grabado en 1971).
4. "E Lucevan le Stelle" ("Tosca") (Giacomo Puccini) - 3:10 (Grabado en 1974).
5. "La Fleur que Tu M'Avais Jetée" ("Carmen") (Georges Bizet) - 4:25 (Grabado en 1980).
6. "Amor Ti Vieta" ("Fedora") (Umberto Giordano) - 1:43 (Grabado en 1974).
7. "Pourquoi Me Réveiller" ("Werher") (Jules Massenet) - 3:03 (Grabado en 1980). 
8. "Cielo E Mar!" ("La Gioconda") (Amilcare Ponchielli) - 5:04 (Grabado en 1971).
9. "Il Lamento di Federico (E' La Solita Storia)" ("L'Arlesiana") (Francesco Cilea) - 4:21 (Grabado en 1982).
10. "M'Appari" ("Martha") (Friedrich von Flotow) - 3:26 (Grabado en 1974).
11. "Addio, Fiorito Asil" ("Madama Butterfly") (Giacomo Puccini) - 1:50 (Grabado en 1994).
12. "Tu Che M'Hai Preso il Cuor" ("Des ist mein ganzes Herz"/"You Are My Heart's Delight") ("Il Paese del Sorriso")
("Das Land des Lächeins") (Franz Léhar) - 3:35 (Grabado en 1994).
13. "Caro Mio Ben" (Giuseppe Giordani) - 3:02 (Grabado en 1983).
14. "Che Faró Senza Euridice?" ("Orfeo ed Euridice") (Christoph Willibald Gluck) - 4:22 (Grabado en 1983).
15. "Dalla Sua Pace" ("Don Giovanni") (Wolfgang Amadeus Mozart/Lorenzo Da Ponte) - 4:30 (Grabado en 2001).
16. "Un'Aura Amorosa" ("Cosi fan Tutte") (Wolfgang Amadeus Mozart/Lorenzo Da Ponte) - 4:16 (Grabado en 2001).
17. "Ave Maria" (Franz Schubert) - 4:47 (Grabado en 1976).
18. "Mille Cherubini in Coro" (Franz Schubert/Melichar) - 4:00 (Grabado en 1976).
19. "L'Ultima Canzone" (Francesco Paolo Tosti) - 4:13 (Grabado en 1983).
20. "La Danza" (Gioachino Rossini) - 3:05 (Grabado en 1974).

## Personal
- Luciano Pavarotti: Voz.

- Orquesta Filarmónica Nacional.

- Orquesta y Coro del Teatro Comunal de Bologna.

- Andrea Griminelli: Flauta en "Rondine al Nido".

- Philarmonia Orchestra.

- Andreas Vollenweider: Arpa en "Ave Maria, Dolce Maria".

- Orquesta Metropolitana de Ópera.

- Orquesta Filarmónica de Berlín.

- Herbert von Karajan: Director de la Orquesta Filarmónica de Berlín.

- Orquesta de Cámara Inglesa.

- Orquesta Filarmónica Real.

- Nueva Philarmonia Orchestra.

- Wiener Philarmoniker.

- Orchestra del Maggio Musicale Fiorentino.

- Orquesta del Teatro de la Ópera de Roma.

- Zubin Mehta: Director de la Orchestra del Maggio Musicale Fiorentino y de la Orquesta del Teatro de la Ópera de Roma.

- Henry Mancini: Director de Orquesta y Coro.

- Giancarlo Chiaramello: Director de Orquesta y Coro.

- Anton Guadagno: Director de Orquesta.

- Piero Gamba: Director de Orquesta.

- Leone Magiera: Director de Orquesta.

- James Levine: Director de Orquesta.

- Richard Bonynge: Director de Orquesta.

- Oliviero De Fabritiis: Director de Orquesta.

- Kurt Herbert Adler: Director de Orquesta.

- Maurizio Benini: Director de Orquesta.

- John Pritchard: Director de Orquesta.